# 追兇 (1972年電影)
《追兇》（義大利語：Chi l'ha vista morire?）是一部1972年的意大利铅黄电影，由阿爾多·拉多和維托里奧·德·西斯蒂執導，安妮黛·史琳柏和佐治·拉辛比主演。拉辛比和史琳柏扮演一名被謀殺女孩的父母，在威尼斯各地追捕杀害她的蒙面殺手。《追兇》的配乐由恩尼奥·莫里科内创作，拉辛比的表演获得了积极评价。

## 剧情
在法國的一個滑雪勝地，一名年輕女孩離開了她的监护人，被一名戴著黑面紗的殺手杀害，殺手將她的屍體埋在雪中。多年後，另一名年輕女孩羅伯塔·塞爾耶皮里在威尼斯被同一個殺手綁架後溺水身亡。她离异的父母，雕塑家佛朗哥和伊麗莎白，試圖找出他們女兒身上發生的事情。

## 制作
《追兇》由马西莫·达瓦克、法蘭西斯柯·巴里利、阿爾多·拉多和魯迪格·馮·施皮斯编剧；拉多和維托里奧·德·西斯蒂執導。本片音樂由恩尼奥·莫里科内創作，其配樂於1972年單獨發行。
這部電影是在威尼斯拍攝的；影片的其中一場追逐場景是在Molino Stucky麵粉廠拍攝的，這是一棟破舊的建築，後來於2008年改建為希尔顿酒店。
在意大利語和英語版本中，拉辛比的聲音都是由其他演員配音的。意大利电影在拍摄时很少有可以直接使用的声音，配音都是在后期制作中完成的。英語版中，拉辛比由美國演員麥可·佛瑞斯配音。

## 腳註
1. ↑  Shipka 2011，第110頁.
2. ↑  McClain, Buzz. . AllMovie.   [4 May 2016]. （原始内容存档于2022-09-29）.
3. ↑  . British Film Institute.   [4 May 2016]. （原始内容存档于2023-09-02）.
4. ↑  . AllMusic.   [4 May 2016]. （原始内容存档于2023-09-02）.
5. ↑  Pigott 2013，第46頁.
6. ↑  .   [2023-09-02]. （原始内容存档于2023-05-19）.
7. ↑  . 16 September 2019  [2023-09-02]. （原始内容存档于2023-05-19）.
8. ↑  .   [2023-09-02]. （原始内容存档于2023-05-19）.